# Fulcrum
Fulcrum – krok na drodze w rozwoju indywidualnym człowieka pomiędzy kolejnymi dziewięcioma strukturami świadomości wyróżnionymi przez Wilbera. W każdym fulcrum można wyróżnić trzy pomniejsze kroki:
1. Self najpierw utożsamia się z pewną strukturą świadomości, jest z nią zjednoczone.
2. Świadomość odróżnia się od danej struktury, przestaję się z nią utożsamiać, aby ją przekroczyć.
3. Self wkracza w kolejną strukturę i utożsamia się z tym wyższym poziomem, jednocześnie integrując wszystkie niższe poziomy[1].

Rozwój może zostać zakłócony na każdym fulcrum. Powstają wówczas specyficzne dla danego poziomu zespoły patologiczne,  do których Wilber zaleca specyficzne formy terapii (jest to jedno z podstawowych założeń psychologii integralnej):
- F1 – fulcrum czuciowo fizyczne – psychoza – terapie regresywne
- F2 – fulcrum obrazowo-emocjonalne – zaburzenia borderline – psychoanaliza i psychologia self
- F3 – fulcrum umysłu reprezentującego – nerwice –  psychoanaliza i psychologia self
- F4 – fulcrum zasady-roli – patologia skryptu – terapie poznawcze
- F5 – fulcrum formalno refleksyjne – patologia ego – terapie poznawcze i interpersonalne
- F6 – fulcrum wizji-logiki – patologia egzystencjalna – terapie humanistyczne i egzystencjalne
- F7 – fulcrum nadpychiczne – patologie transpersonalne – terapie transpersonalne – „ścieżka joginów”
- F8 – fulcrum subtelne – patologie transpersonalne – terapie transpersonalne – „ścieżka świętych”
- F9 – fulcrum przyczynowe – patologie transpersonalne – terapie transpersonalne – "ścieżka mędrców"[2].